# Sintashta
Sintashta (em russo:  Синташта́) é um sítio arqueológico no Oblast de Chelyabinsk, na Rússia. São os restos de um povoado fortificado que data da Idade do Bronze, c. 2.800–1600 a.C., e é o tipo de local da cultura Sintashta. O local foi caracterizado como um "centro industrial metalúrgico fortificado".
Sintashta está situada na estepe a leste dos Montes Urais. O nome do local deriva do adjacente rio Sintashta, um afluente do rio Tobol. A mudança do curso do rio ao longo do tempo destruiu metade do local, deixando para trás trinta e uma das cerca de cinquenta ou sessenta casas no assentamento.
O assentamento consistia em casas rectangulares dispostas em um círculo de 140 metros de diâmetro e rodeadas por uma parede de barro reforçada com madeira, com torres de portão e uma vala profunda no seu exterior. As fortificações em Sintashta e assentamentos semelhantes, como Arkaim, eram de escala sem precedentes para a região das estepes. Há evidências de metalurgia de cobre e bronze dentro de cada casa escavada em Sintashta, uma vez mais reflexo de uma intensidade sem precedentes de produção metalúrgica para a estepe. Os primeiros estilos de cerâmica da cultura Abashevo influenciaram fortemente a cerâmica Sintashta. Devido à assimilação de tribos na região dos Urais, como a cova, a catacumba, Poltavka e o norte de Abashevo no horizonte de Novokumak, pareceria incorrecto dar a Sintashta uma atribuição puramente ariana. Na origem de Sintashta, a cultura Abashevo teria um papel importante.
Cinco cemitérios foram encontrados associados ao local, o maior dos quais (conhecido como Sintashta mogila ou SM) consistia em quarenta sepulturas. Alguns deles eram cemitérios de carruagens, tendo as carruagens mais antigas conhecidas no mundo. Outros incluíam sacrifícios de cavalos - até oito em uma única sepultura - várias pedras, armas de cobre e bronze e ornamentos de prata e ouro. O cemitério de SM é coberto por um kurgan muito grande de uma data ligeiramente posterior. Foi sugerido que o tipo de sacrifício funerário evidente em Sintashta tem fortes semelhanças com os rituais funerários descritos no Rigueveda, um antigo texto religioso indiano frequentemente associado aos proto-indo-iranianos.
A datação por radiocarbono do assentamento e cemitérios determinam que o assentamento existiu por mais de um milénio, sugerindo uma ocupação anterior pertencente à cultura Poltavka. A maioria das datas, no entanto, situam-se por volta de 2100–1800 a.C., o que aponta para um período principal de ocupação do local consistente com outros assentamentos e cemitérios da cultura Sintashta.